# Xətai (Şərur)
Xətai è un comune dell'Azerbaigian situato nel distretto di Şərur.  